# Macropatelloa tanumeana
Macropatelloa tanumeana är en tvåvingeart som först beskrevs av Townsend 1931.  Macropatelloa tanumeana ingår i släktet Macropatelloa och familjen parasitflugor. Inga underarter finns listade i Catalogue of Life.